# Ludlow (Vermont)
Ludlow es un pueblo ubicado en el condado de Windsor en el estado estadounidense de Vermont. En el año 2010 tenía una población de 1,963 habitantes y una densidad poblacional de 107 personas por km².

## Geografía
Ludlow se encuentra ubicado en las coordenadas 43°23′46″N 72°42′16″O / 43.39611, -72.70444.

## Demografía
Según la Oficina del Censo en 2000 los ingresos medios por hogar en la localidad eran de $44,375 y los ingresos medios por familia eran $30,911. Los hombres tenían unos ingresos medios de $22,179 frente a los $22,179 para las mujeres. La renta per cápita para la localidad era de $24,708. Alrededor del 7.6% de la población estaban por debajo del umbral de pobreza.